# Beaver Valley (Arizona)
Pour l’article homonyme, voir Beaver Valley.
Beaver Valley est une census-designated place du comté de Gila, dans l'État de l'Arizona, aux États-Unis. En 2020, elle compte une population de 226 habitants.